# Платачи
Пла̀тачи (на италиански: Plataci, на арбърешки: Pllatëni, Платъни, на местен диалект: Arcoa, Пратачи) е село и община в Южна Италия, провинция Козенца, регион Калабрия. Разположено е на 930 m надморска височина. Населението на общината е 817 души (към 2012 г.).
 В това село живее албанско общество, наречено арбъреши. Те са се заселили в този район между XV и XVIII век като бежанци от османското владичество. Село Платачи е част от етнографическия район Арберия.